# Gianangelo Bof
Gianangelo Bof (Vittorio Veneto, 7 gennaio 1975) è un politico italiano, deputato nella XIX legislatura.

## Biografia
Nato a Vittorio Veneto, risiede a Tarzo. Dopo la maturità alberghiera lavora come ristoratore, titolare di una gelateria in Germania e chef, per poi intraprendere l'attività di responsabile commerciale.

## Attività politica
Iscritto alla Lega Nord, inizia la sua carriera politica nel 2004 come consigliere comunale di Tarzo, comune del quale viene eletto sindaco nel 2007 con il 29,92% dei voti, sopravanzando di 34 voti il primo sfidante Fabrizio Caravita. Viene riconfermato nel 2012 con il 79,87%. Nel 2017, al termine del secondo mandato, non si ricandida a sindaco, ma è comunque eletto consigliere comunale e nominato vicesindaco e assessore nella giunta leghista presieduta da Vincenzo Sacchet. Nel giugno 2022 viene eletto sindaco per la terza volta con l'88,29% dei voti.
Alle elezioni politiche in Italia del 2022 è eletto alla Camera dei Deputati nelle liste della Lega per Salvini Premier nel collegio plurinominale Veneto 1 - 01.